# جامعة هيوستن
جامعة هيوستن (بالإنجليزية: University of Houston)‏ هي جامعة عامة في الولايات المتحدة تأسست سنة 1927.

## إحصائيات
يبلغ عدد طلاب الجامعة 42,704 طالب، منهم 7,874 طالب دراسات عليا.

## خريجون بارزون
- الشيخ شاكر السيد، إمام مسجد دار الهجرة في فولز تشيرش بولاية فيرجينيا.[4]
- إياد قنيبي

## وصلات خارجية
- الموقع الرسمي